# Flueggea neowawraea
Flueggea neowawraea är en emblikaväxtart som beskrevs av W.J.Hayden. Flueggea neowawraea ingår i släktet Flueggea och familjen emblikaväxter. IUCN kategoriserar arten globalt som akut hotad.
Artens utbredningsområde är Hawaii. Inga underarter finns listade i Catalogue of Life.

## Bildgalleri

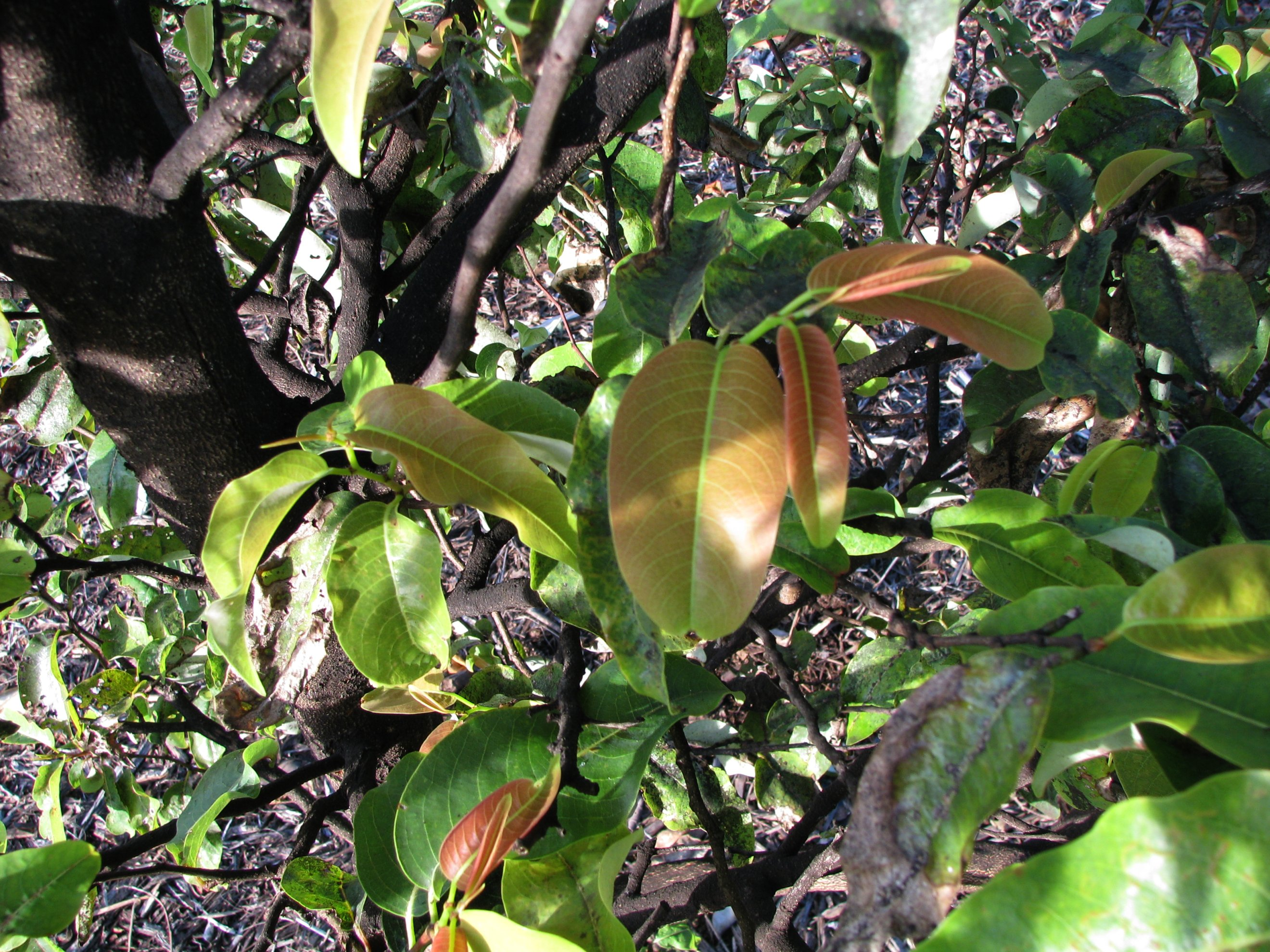
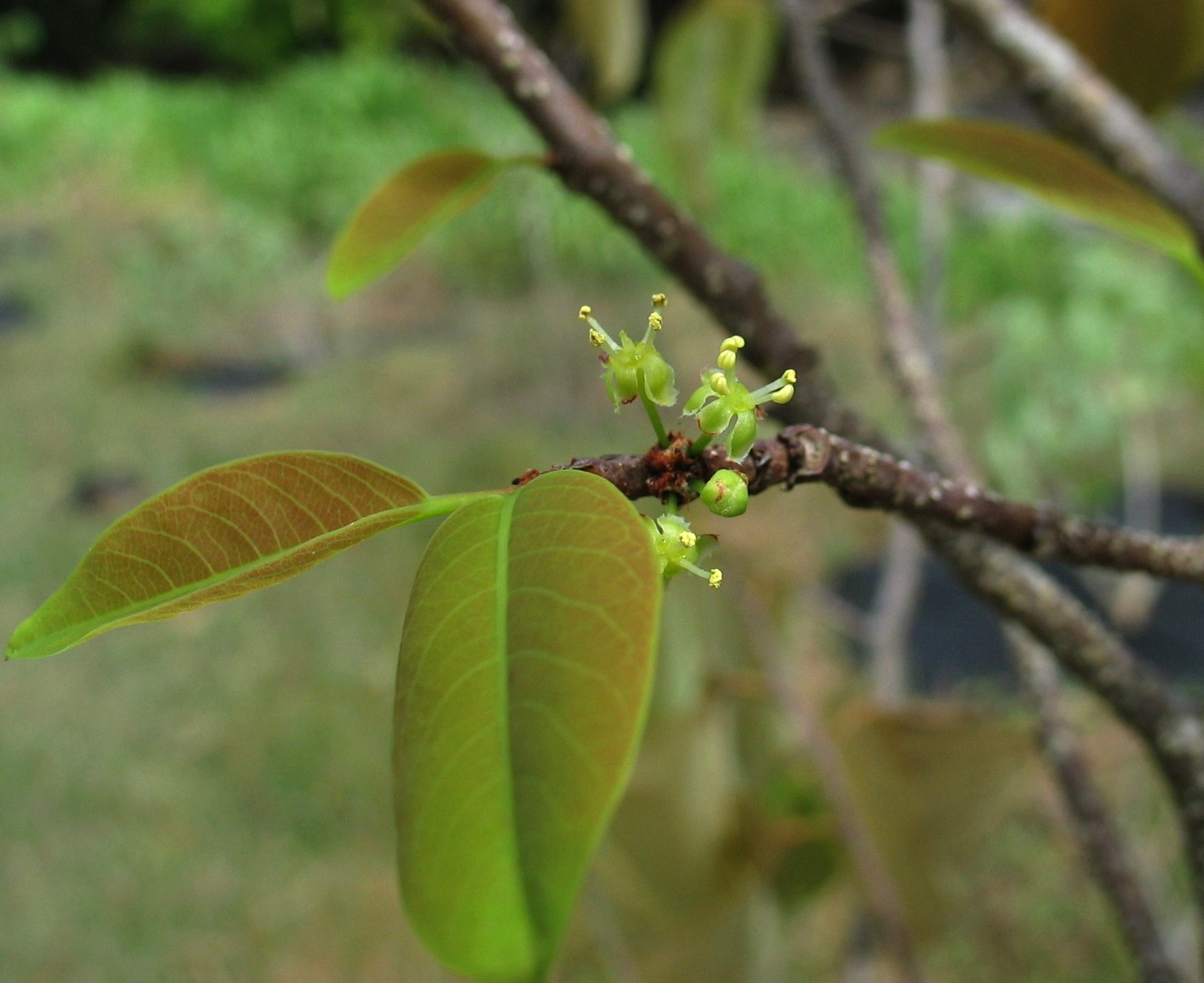
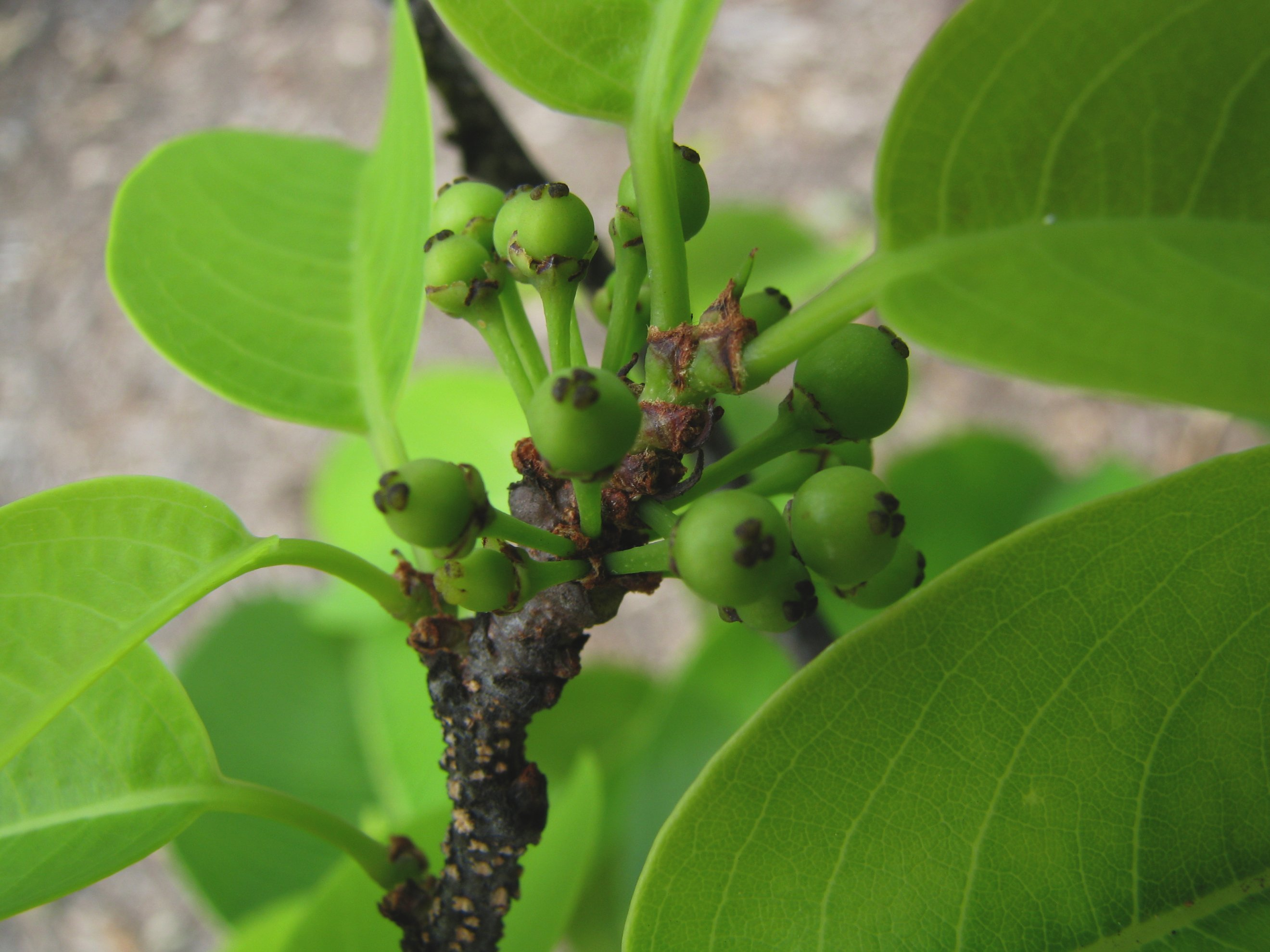
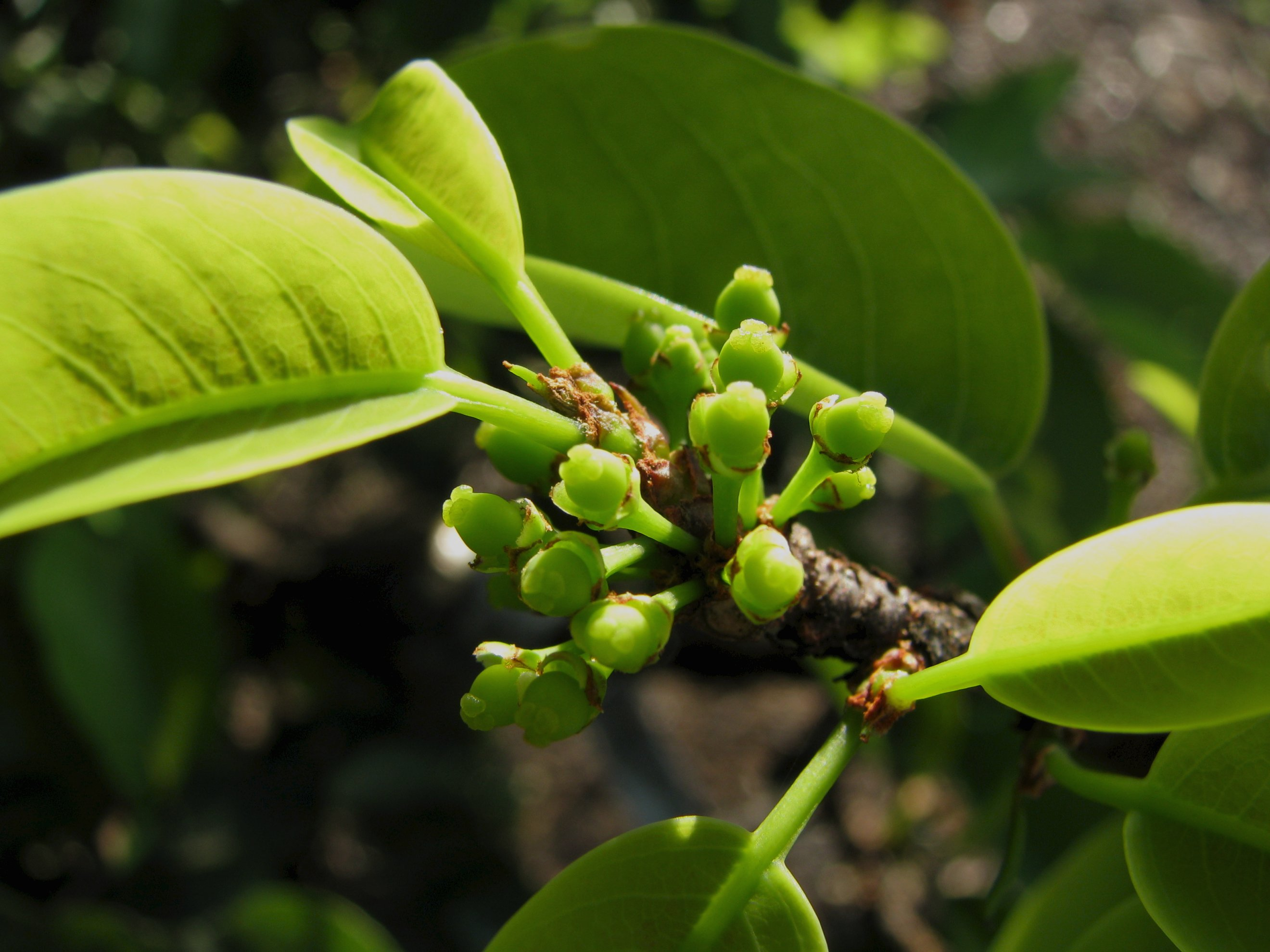